# Miss You Already
Miss You Already es una comedia dramática británico de 2015 dirigida por Catherine Hardwicke y escrita por Morwenna Banks, protagonizada por Toni Collette, Drew Barrymore, Dominic Cooper, Paddy Considine, Tyson Ritter, Frances de la Tour y Jacqueline Bisset. Fue proyectada en la sección Presentaciones de Gala del Festival Internacional de Cine de Toronto de 2015.

## Sinopsis
Miss You Already cuenta la historia de dos mejores amigas que viven en Londres, Milly (Toni Collette) y Jess (Drew Barrymore), inseparables desde su juventud, pero su relación de amistad cambia cuando una de ellas queda embarazada y la otra se enferma.

## Reparto
- Toni Collette como Milly.[2]
- Drew Barrymore como Jess.[3]
- Dominic Cooper como Kit.[3]
- Paddy Considine como Jago.[3]
- Tyson Ritter como Ace.[4]
- Jacqueline Bisset como Miranda.[3]
- Frances de la Tour como Jill.
- Mem Ferda como Ahmed.[3]

## Producción
La película está basada en el programa de radio Goodbye de Morwenna Banks. Este, tuvo su primera emisión en BBC Radio 4. El proyecto fue anunciado inicialmente el 11 de febrero de 2012, cuando Paul Andrew Williams fue convocado como director y coescritor del guion ´junto a Morwenna Banks, Entertainment One obtuvo los derechos de la película en el Reino Unido, Canadá y Australia. Jennifer Aniston fue convocada para ser la protagonista principal de la película. El 22 de abril de 2014, se anunció que Catherine Hardwicke sería la encargada de dirigir la cinta, la cual sería protagonizada por Rachel Weisz y Toni Collette en los papeles estelares, Hardwicke dijo sobre el guion:  «Cuando conocí a Morwenna Banks y leí su guion, realmente sentí su pasión por esta historia —es algo por lo que ella ha atravesado—. Tomó algo de la vida real para convertirlo es esta poderosa tragicomedia que es su guion». El 5 de septiembre, Drew Barrymore se incorporó al elenco y reemplazó a Weisz para completar el reparto junto a Collette, Dominic Cooper, Paddy Considine y Jacqueline Bisset. Cooper y Considine interpretaron a los esposos de Barrymore y Collette, mientras Bisset caracterizó a la madre de Collette. El 3 de octubre Tyson Ritter se unió al reparto de la película como un hombre interesado en el amor de una de las protagonistas.

### Rodaje
La fotografía principal empezó el 7 de septiembre de 2014 en Londres y posteriormente el rodaje se trasladó a North York Moors en Inglaterra. El hospital que se encuentra en la filmación es el UCH Macmillan Cancer Center.

### Distribución
La película ha sido vendida a varios países incluyendo Alemania, Francia, Japón, Corea del Sur y Hong Kong.  La película fue estrenada por Roadside Attractions en los Estados Unidos el 6 de noviembre de 2015.